# Ребат
Реба́т (перс. ربط‎, курд. ڕەبەت / Rebet) — небольшой город на северо-западе Ирана, в провинции Западный Азербайджан. Входит в состав шахрестана Сердешт.

## География
Город находится в юго-западной части Западного Азербайджана, к востоку от реки Малый Заб, на расстоянии приблизительно 150 километров к юго-юго-востоку (SSE) от Урмии, административного центра провинции и на расстоянии 510 километров к западу-северо-западу (WNW) от Тегерана, столицы страны. Абсолютная высота — 1078 метров над уровнем моря. Ближайший аэропорт расположен в городе Бане.

## Население
По данным переписи 2006 года численность населения составляла 7 987 человек.